# Koparion
Koparion ("skalpel") byl rod drobného teropodního dinosaura, formálně popsaný v roce 1994 pouze na základě izolovaného fosilního zubu, objeveného v sedimentech souvrství Morrison na území amerického Utahu. Rodové jméno znamená v překladu z řečtiny doslova "skalpel" a odkazuje k ostrému vroubkování zubu, druhové je poctou americkému paleontologovi Earlu Douglassovi, který se počátkem 20. století zasloužil o paleontologický výzkum v souvrství Morrison.

## Popis

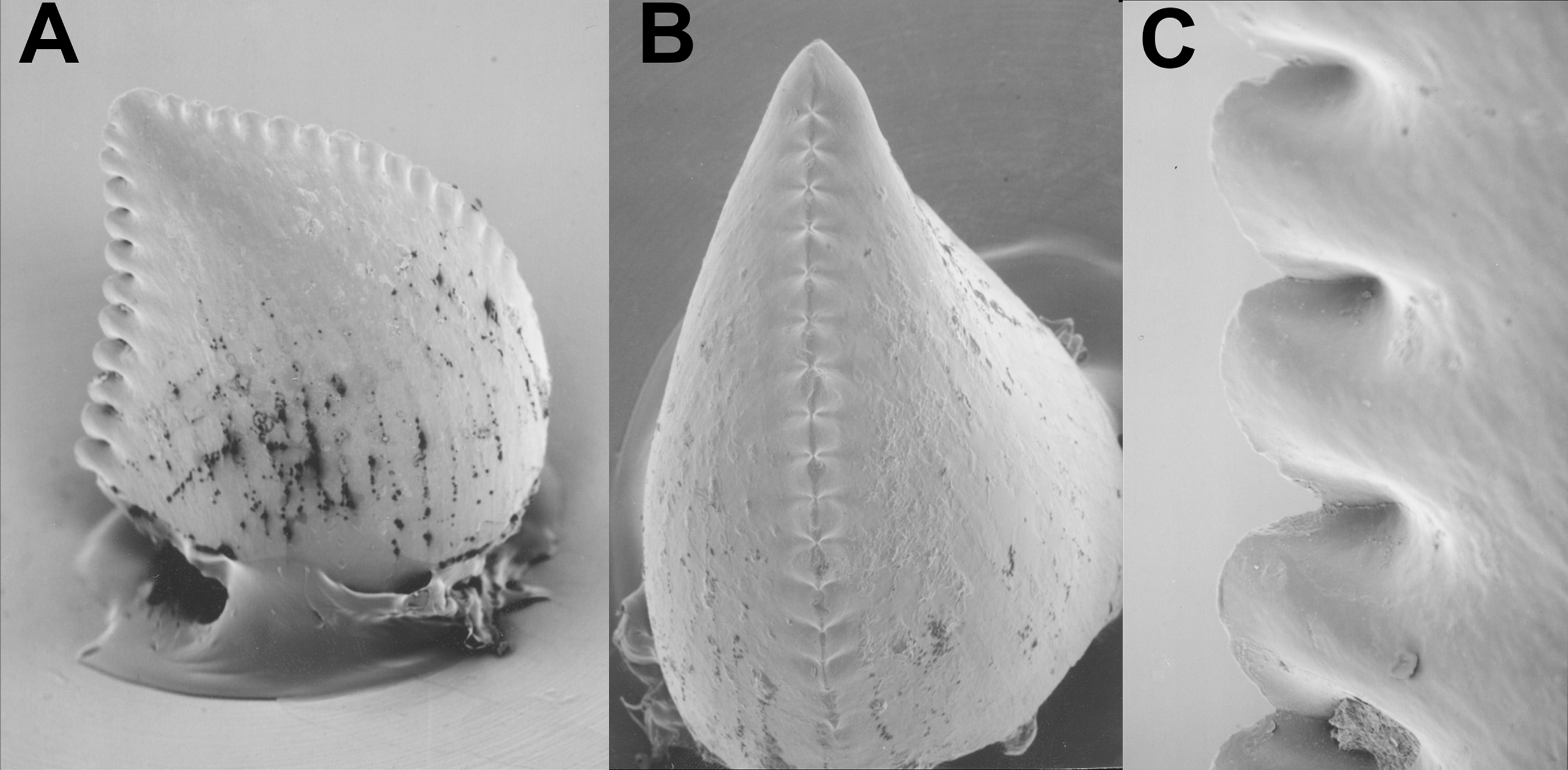
Holotyp rodu Koparion - fosilie zubní korunky.

Fosilie tohoto malého dravého dinosaura byla objevena v lokalitě Rainbow Park (DNM 94) na území kraje Uintah, typový exemplář nese katalogové označení DINO 3353. Jedná se o jedinou korunku zubu bez kořene, vysokou pouze 1,9 milimetru a po obou stranách výrazně vroubkovanou. Předpokládá se, že fosilní zub patřil jakémusi vývojově primitivnímu troodontidnímu dinosaurovi jen kolem 1 metru dlouhému, který žil na konci období jury (asi před 155 až 150 miliony let) na území dnešního Utahu v USA. Více však o tomto taxonu nebude známo, dokud nebudou případně objeveny jeho kosterní fosilie.